# روبرت هنرك رهبندر

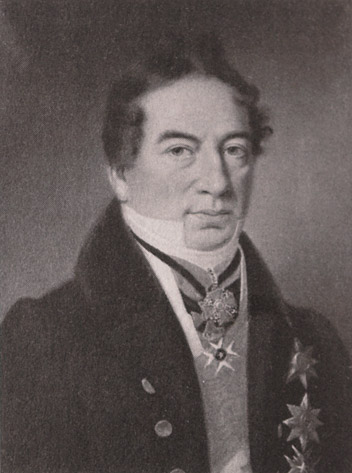
Robert Henrik Rehbinder, oil on canvas by J. E. Lindh.

الكونت روبرت هنرك رهبندر (Robert Henrik Rehbinder؛ بايميو، 15 يوليو 1777 - سانت بطرسبرغ، 8 مارس 1841) وزير أمانة الدولة لدوقية فنلندا الكبرى بين عامي 1811 و 1841. كان أحد أعلى المسؤولين في الدوقية و لعب دورا كبيرا في تعزيز دور الحكم الذاتي في فنلندا في مجلس بورفو.
تدرب رهبندر كفقيه قانوني ، و شغل منصب مستشار في محكمة الاستئناف في توركو 1811-1822.
مـُنح رهبندر لقب الكونت في سنة 1826 ، و في عام 1834 نال صفة مستشار ملكي. حاز أيضاً ثاني أعلى وسام في روسيا و أعطي دكتوراة فخرية في الفلسفة من جامعة هلسنكي في عام 1840 ، في سنة يوبيل 200 للجامعة (في الأصل أكاديمية توركو الملكية). كان يمتلك قلعة فيكسبيرغ في بايميو.